# Canal de Navarra
El canal de Navarra es una obra hidráulica española situada en Navarra. Se trata de un canal de riego para conducir las aguas del río Irati a las zonas central y meridional de Navarra. El proyecto original contempla para el canal un recorrido de 177 km entre el embalse de Itoiz y la localidad de Ablitas divididos en dos fases. En la actualidad se encuentra en servicio la primera de las dos fases entre el referido embalse y la localidad de Pitillas. En su desarrollo completo se estima que suponga la puesta en riego de 59 000 hectáreas y el abastecimiento urbano de agua potable para la Cuenca de Pamplona y la Comarca de Tafalla. 

## Construcción
Su construcción fue acordada entre el Gobierno de España y el Gobierno de Navarra mediante un convenio suscrito el 19 de octubre de 1998 entre el Ministerio de Medio Ambiente y la Comunidad Foral de Navarra y publicado en el BON de 12 de marzo de 1999. 
En total, el proyecto contempla la construcción de 15 tomas de riego del Canal de Navarra, 889 kilómetros de red (tuberías), 819 kilómetros de caminos, 254 kilómetros de zanjas de desagüe y 15 kilómetros de instalaciones eléctricas.
El coste del proyecto "Itoiz-Canal de Navarra" se estimaba en una inversión de 1200 millones de euros en 15 años, aunque ya se han producido desviaciones del mismo.
Las dos administraciones promotoras acordaron hacerse cargo de la financiación de la ejecución de la obra creando una sociedad pública llamada Canal de Navarra S. A. (CANASA) participada al 60 % por el Gobierno de España (Patrimonio del Estado) y al 40 % por el Gobierno de Navarra.
A su vez la sociedad pública "Riegos del Canal de Navarra, S. A.", gestiona el aprovechamiento del canal y adjudica los contratos para su ejecución.

### Primera fase
El primer tramo del canal fue adjudicado a una "unión temporal de empresas" (UTE) formada por Corporación CAN (35 %), Acciona (35 %), Isolux Corsán Concesiones (10 %), Befesa (10 %), Arián (3,33 %), Obenasa (3,33 %) e Iruña (3,33 %) y consiste en la puesta en regadío de 26 234 hectáreas, mediante la construcción de la red secundaria del canal (infraestructuras hidráulicas, caminos, desagües, etc). 
Durante la construcción de esta primera fase se tuvo que lamentar en 2007 el fallecimiento de Miguel Jara Camacho, trabajador ecuatoriano, mientras realizaba labores de mantenimiento en el Canal cuando conducía una vehículo de transporte "dumper". 
Esta primera fase discurre entre el embalse de Itoiz y el municipio de Pitillas y fue completada en 2011.
El 15 % de las infraestructuras deberán ser abonadas por los regantes y además se deberá pagar lo que se ha denominado un "peaje en la sombra" que significa que construye, financia y gestiona la obra una empresa privada comercial y la Administración, con cargo a los presupuestos, paga un canon por los servicios que se utilizan, de modo que se financia con los impuestos.
La resolución del presidente de la Confederación Hidrográfica del Ebro (CHE), de 14 de abril de 2004, otorgó al Gobierno de Navarra la concesión de un aprovechamiento de aguas públicas derivadas del río Irati, en el embalse de Itoiz (Lónguida), destinado al abastecimiento a la población e industrias de 87 términos municipales de Navarra. La concesión otorgada por la CHE para abastecimiento a poblaciones e industrias desde Itoiz asciende a 2660 litros por segundo, que equivale a 76,06 hectómetros cúbicos anuales, de los que se calcula que el abastecimiento a la población será de 39,14 hectómetros cúbicos y el de las industrias de 36,92.
Para su aprovechamiento se han creado distintas agrupaciones:
- "Comunidad de Regantes del Canal de Navarra"
- "Consorcio de usuarios del abastecimiento de poblaciones desde el Canal de Navarra"